# Helicops leopardinus
Helicops leopardinus — вид змій родини полозових (Colubridae). Мешкає в Південній Америці.

## Поширення і екологія
Helicops leopardinus мешкають в Бразилії, Болівії, Еквадорі, Перу, Гаяні, Суринамі, Французькій Гвіані, Парагваї і Аргентині. Вони живуть на берегах річок і озер, на висоті до 1000 м над рівнем моря. Ведуть напівводний спосіб життя, живляться дрібною рибою та жабами. Живородні.